# Wilhelm Ebel (Rechtshistoriker)

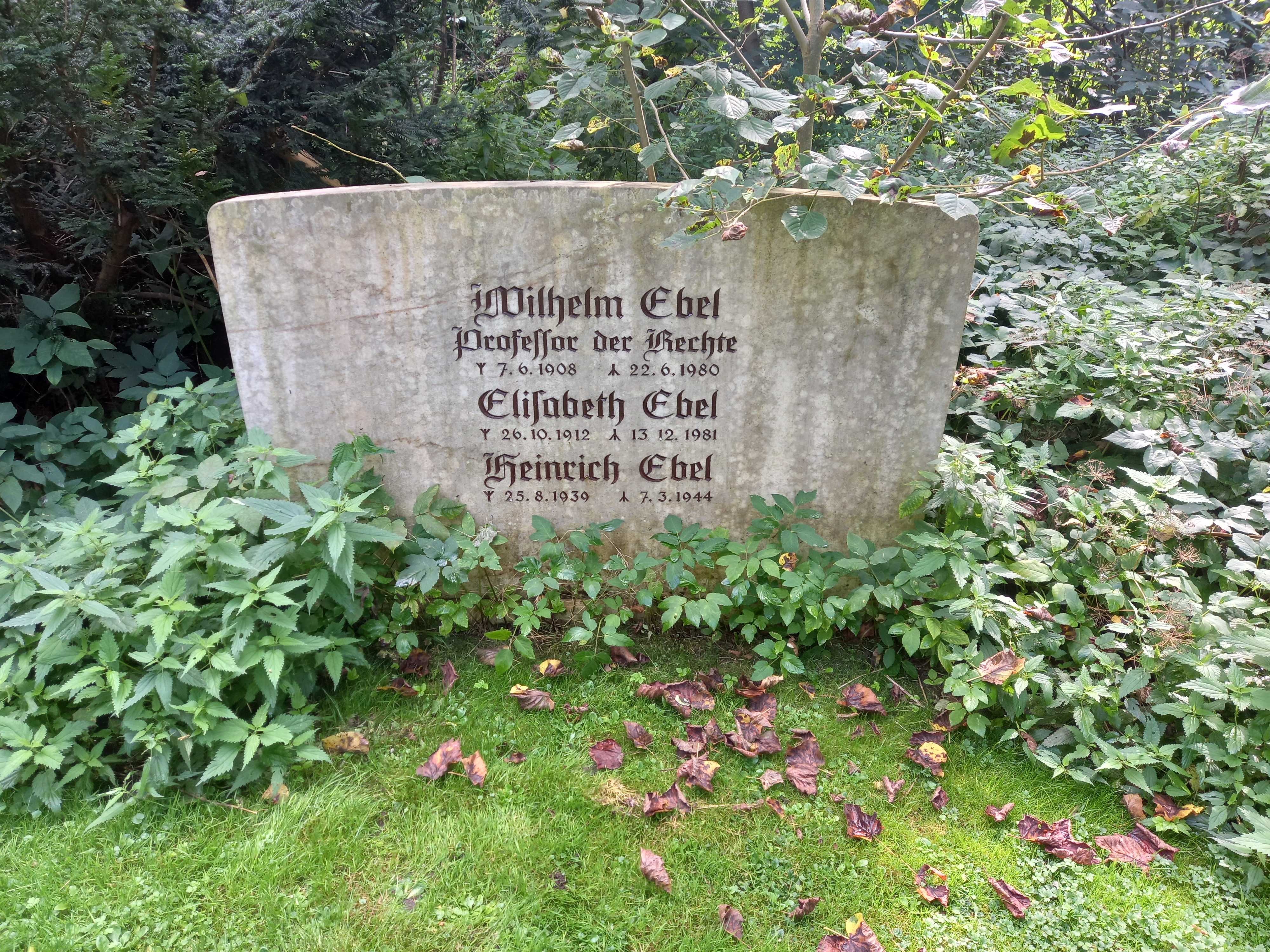
Das Grab von Wilhelm Ebel und seiner Ehefrau Elisabeth Ebel geborene Nix auf dem Stadtfriedhof Göttingen mit Elhaz-Runen.

Wilhelm Ebel (* 7. Juni 1908 in Garsuche bei Rodeland, Landkreis Ohlau; † 22. Juni 1980 in Göttingen) war ein deutscher Rechtshistoriker.

## Leben und Wirken
Wilhelm Ebel, dessen Vater Zimmergeselle war, legte im März 1927 das Abitur im ostpreußischen Rößel ab. Danach studierte er bis 1931 Rechts- und Geschichtswissenschaft sowie Philologie an der Universität Königsberg, der Universität Heidelberg sowie der Universität Bonn. Sein erstes juristisches Staatsexamen legte er im Januar 1931 ab. Danach folgten das Rechtsreferendariat und wissenschaftliche Hilfstätigkeiten in Bonn. Im Januar 1933 wurde er bei Adolf Zycha promoviert. Im Oktober 1934 folgte das Zweite juristische Staatsexamen. Im selben Jahr wurde er bei Zycha Assistent an der Universität Bonn. Im Juni 1935 erfolgte dort die Habilitation. An den Universitäten Marburg (1936) und Königsberg (1936/37) hatte er Lehrstuhlvertretungen für Deutsches Recht inne und übernahm an der Universität Rostock nach einer Lehrstuhlvertretung (1937/38) im September 1938 eine planmäßige außerordentliche Professur für Bürgerliches Recht, Deutsches Privatrecht, Deutsche Rechtsgeschichte sowie Kirchenrecht. Ab April 1939 zunächst als Lehrstuhlvertreter wurde er im Oktober 1939 als Nachfolger Herbert Meyers ordentlicher Professor für Deutsche Rechtsgeschichte, Bürgerliches und Handelsrecht, Landwirtschafts- und Privatisierungsrecht an der Universität Göttingen.
Schon bald nach der Machtergreifung der Nationalsozialisten trat Ebel zum 1. Mai 1933 der NSDAP bei (Mitgliedsnummer 3.144.638) und betätigte sich für die Partei in Bonn als Blockleiter bzw. später als Ortsgruppenleiter. Nach seiner Habilitation gehörte er dem NS-Dozentenbund an. Ebel war außerdem ab 1935 für den SD tätig und ein enger Vertrauter von Heinrich Himmler. Während seiner Rostocker Zeit war er u. a. als Gauhauptstellenleiter im Gaurechtsamt Mecklenburg und Vertrauensmann der NSDAP der juristischen Fakultät. Ab Oktober 1938 arbeitete er für das SS-Ahnenerbe. Er war auch Lektor im Amt Rosenberg.
Bald nach Beginn des Zweiten Weltkrieges meldete er sich zur Waffen-SS und nahm nach einer Unterführerausbildung in Lublinitz mit dem SS-Totenkopfregiment I am Westfeldzug teil. Im August 1940 nahm er wieder seine Lehrtätigkeit in Göttingen auf. Der Allgemeinen SS (SS-Nr. 412.188) trat er 1941 bei und erreichte dort im selben Jahr den Rang eines SS-Untersturmführers. Nach erneutem kurzem Kriegseinsatz bei der Waffen-SS gehörte er dem Stab beim SS-Führungshauptamt an. Danach wurde er beim Rasse- und Siedlungshauptamt (RuSHA) Ende 1941 Abteilungsleiter für den Bereich indogermanisch-deutsche Rechtsgeschichte und beschäftigte sich in diesem Zusammenhang mit Ehe-, Siedlungs- und Erbhandwerkerrecht. Ab November 1941 war Ebel Fachführer der Waffen-SS für Rasse- und Siedlungswesen und war ab Oktober 1942 als Abteilungsleiter im SS-Ahnenerbe für die „Rechtsgeschichte der Deutschen im Osten“ tätig. Nach seinem 1943 erfolgten Aufstieg zum SS-Hauptsturmführer kehrte er wieder auf seinen Lehrstuhl nach Göttingen zurück.
Nach Kriegsende wurde Ebel im Mai 1945 durch die Alliierten von seinem Professorenamt amtsenthoben und befand sich danach bis August 1947 in Kriegsgefangenschaft. Danach war er noch bis 1948 interniert und bestritt anschließend seinen Lebensunterhalt mit Tätigkeiten bei der Gothaer Versicherung. Wegen der mangelnden Beweislage und der Verteidigungstaktik Ebels, seine Stellung und seine Ansichten während des Dritten Reiches schlicht zu leugnen, konnte er im Spruchkammerverfahren im März 1949 eine Einstufung als „Mitläufer“ erreichen. Dennoch verhinderte der Dekan Hans Thieme, Ebels Nachfolger auf dessen Lehrstuhl, dass Ebel wieder ein universitäres Lehramt in Göttingen erhielt. Nachdem Ebel bereits im April 1952 auf Druck des Niedersächsischen Kultusministeriums einen Lehrauftrag in Göttingen erhalten hatte und am 1. Oktober 1952 in der Aula der Universität als „ord. Professor der Rechte“ den Festvortrag zur Hundertjahrfeier des Amtsgerichts Göttingen halten durfte, wurde er im März 1954 als ordentlicher Professor wieder eingesetzt. Im April 1965 wurde er gesundheitsbedingt emeritiert. Ebel führte jedoch bis 1978 das Universitätsarchiv in Göttingen.
Sein Forschungsschwerpunkt war die Verfassungs- und Rechtsgeschichte. Ebel wurde 1966 Mitglied des Konstanzer Arbeitskreises für mittelalterliche Geschichte und ab 1959 der Historischen Kommission für Niedersachsen. Ebel wurde 1961 korrespondierendes Mitglied der Historischen Kommission für Westfalen. Für seine Forschungen wurde Ebel mit dem Ostfriesischen Indigenat sowie mit der Goldenen Ehrenmedaille der Stadt Lübeck (1967), der Stadt Goslar (1973) und der Universität Kiel (1973) geehrt. Die Burschenschaft Frisia Göttingen ernannte Ebel 1958 als bisher einzige Person honoris causa zu einem ihrer Alten Herren. Ihm wurde 1971 der Brüder-Grimm-Preis der Philipps-Universität Marburg verliehen.

## Schriften (Auswahl)
Monografien
- Studie über ein Goslarer Ratsurteilsbuch des 16. Jahrhunderts (= Göttinger rechtswissenschaftliche Studien. Band 37 = Beiträge zur Geschichte der Stadt Goslar, Goslarer Fundus. Band 20). Schwartz, Göttingen 1961.
- Memorabilia Gottingensia. Elf Studien zur Sozialgeschichte der Universität. Vandenhoeck & Ruprecht, Göttingen/Zürich 1969.
- Lübisches Recht. Schmidt-Römhild, Lübeck 1971.
- Der Göttinger Professor Johann Stephan Pütter aus Iserlohn. (= Göttinger Rechtswissenschaftliche Studien. Band 95). Schwartz, Göttingen 1975, ISBN 3-509-00817-0.
- Rechtsgeschichtliches aus Niederdeutschland. Schwartz. Göttingen 1978, ISBN 3-509-01030-2.

Herausgeberschaften
- Die Rostocker Urfehden. Untersuchungen zur Geschichte des Deutschen Strafrechts (= Veröffentlichungen aus dem Stadtarchiv der Seestadt Rostock. Band 1). Hinstorff, Rostock 1938.
- Lübecker Ratsurteile. Bände 1–3: 1421–1550. Band 4: Ergänzungen und Nachträge 1297–1550. Musterschmidt, Göttingen 1955–1967.
- Die Privilegien und ältesten Statuten der Georg-August-Universität zu Göttingen. Vandenhoeck & Ruprecht Göttingen 1961.
- Catalogus professorum Gottingensium 1734–1962. Vandenhoeck & Ruprecht, Göttingen 1962.
- Das Stadtrecht von Goslar. Vandenhoeck & Ruprecht, Göttingen 1968.
- Die Matrikel der Georg-August-Universität zu Göttingen 1837–1900 (= Veröffentlichungen der Historischen Kommission für Niedersachsen und Bremen. Band 9,3). Lax, Hildesheim 1974.